# Parcylisticus golovatchi
Parcylisticus golovatchi är en kräftdjursart som beskrevs av Helmut Schmalfuss 2003. Parcylisticus golovatchi ingår i släktet Parcylisticus och familjen Cylisticidae. Inga underarter finns listade i Catalogue of Life.